# Посёлок Лесхоза (Рязанская область)
Лесхоз — посёлок Федотьевского сельского поселения в Спасском районе Рязанской области.

## География
Посёлок расположен в 24 км к северу от районного центра Спасск-Рязанский. Окружён лесами. Ближайший населённый пункт — село Веретье (5 км к северо-востоку).

## Транспорт и связь
Поселок соединен с районным центром асфальтированной дорогой с регулярным автобусным сообщением.
Почтовый индекс — 391055.

## Население
| 2010 |
| ---- |
| 93   |